# Altadena
Altadena és una concentració de població designada pel cens dels Estats Units a l'estat de Califòrnia. Segons el cens del tenia 42.610 habitants.

## Demografia
Segons el cens del 2000, Altadena tenia 42.610 habitants, 14.780 habitatges, i 10.671 famílies. La densitat de població era de 1.891 habitants/km².
Dels 14.780 habitatges en un 34,1% hi vivien nens de menys de 18 anys, en un 52,3% hi vivien parelles casades, en un 15,2% dones solteres, i en un 27,8% no eren unitats familiars. En el 21,8% dels habitatges hi vivien persones soles el 7,1% de les quals corresponia a persones de 65 anys o més que vivien soles. El nombre mitjà de persones vivint en cada habitatge era de 2,82 i el nombre mitjà de persones que vivien en cada família era de 3,29.
Per edats la població es repartia de la següent manera: un 26,6% tenia menys de 18 anys, un 6,4% entre 18 i 24, un 30,1% entre 25 i 44, un 24,6% de 45 a 60 i un 12,3% 65 anys o més.
L'edat mediana era de 38 anys. Per cada 100 dones de 18 o més anys hi havia 86,6 homes.
La renda mediana per habitatge era de 60.549 $ i la renda mediana per família de 66.800 $. Els homes tenien una renda mediana de 49.098 $ mentre que les dones 38.054 $. La renda per capita de la població era de 27.604 $. Entorn del 7,4% de les famílies i el 10,6% de la població estaven per davall del llindar de pobresa.

## Poblacions properes
El següent diagrama mostra les poblacions més properes.